# Барцин
Барцин (Барцін, пол. Barcin, нім. Bartschin) — місто в центральній Польщі, на річці Нотець.
Належить до Жнінського повіту Куявсько-Поморського воєводства.

## Демографія
Демографічна структура станом на 31 березня 2011 року:
|          | Загалом | Допрацездатний вік | Працездатний вік | Постпрацездатний вік |
| -------- | ------- | ------------------ | ---------------- | -------------------- |
| Чоловіки | 3883    | 743                | 2748             | 392                  |
| Жінки    | 4028    | 708                | 2426             | 894                  |
| Разом    | 7911    | 1451               | 5174             | 1286                 |